# El baile de los 41
El baile de los 41 é um filme mexicano-brasileiro de drama dirigido por David Pablos, com roteiro de Monika Revilla e produção de Pablo Cruz, lançado em 19 de novembro de 2020. Retrata os feitos da famosa festa travesti que ocorreu em 1901 durante o Porfiriato, um escândalo nacional popularmente conhecido como o Baile dos Quarenta e Um. É uma produção do El Estudio, Canana Films e Bananeira Filmes. O projeto realizou-se mediante a concessão de vários apoios, entre os quais os da Eficine e Ibermedia. Foi lançado em 12 de maio de 2021 na Netflix.
O filme é protagonizado pelo ator mexicano Alfonso Herrera, no papel de Ignacio de la Torre y Mier, o genro homossexual do Presidente do México Porfirio Díaz, Mabel Cadena, no papel de Amada Díaz, a sua filha ilegítima e Emiliano Zurita como Evaristo Rivas, o amante fictício de Ignacio. O filme recebeu críticas positivas da mídia especializada, além de 12 indicações ao Prémio Ariel em 2021, ganhando 4 prêmios, incluindo Melhor Ator para Herrera.

## Sinopse
Baseado no Baile dos Quarenta e Um, que foi um escândalo da sociedade no México do início do século XX. O incidente girou em torno de uma operação policial ilegal realizada em 17 de novembro de 1901 em uma casa particular na Cidade do México. O escândalo girou em torno do fato de que, do grupo de 41 homens que compareceu, 19 estavam vestidos com roupas femininas. Apesar dos esforços do governo para abafar o incidente, a imprensa fez questão de relatar o incidente, já que os participantes pertenciam aos escalões superiores da sociedade, incluindo Ignacio de la Torre y Mier (Alfonso Herrera), genro do atual Presidente do México, Porfirio Díaz (Fernando Becerril). Este escândalo foi único porque foi a primeira vez que se falou abertamente sobre homossexualidade na mídia mexicana e teve um impacto duradouro na cultura mexicana.

## Elenco
- Alfonso Herrera como Ignacio de la Torre y Mier
- Emiliano Zurita como Evaristo Rivas
- Mabel Cadena como Amada Díaz
- Fernando Becerril como Porfirio Díaz
- Paulina Álvarez Muñoz como Luz Díaz
- Rodrigo Virago como Felix Díaz
- Fernanda Echevarría como Carmen Romero Rubio
- Sergio Solís como Rafael
- Álvaro Guerrero como Felipe
- Roberto Duarte como Gabriel
- Abraham Juárez como Mesero
- Carolina Politi como Elena
- Romanni Villacaña Castañeda como Agustín
- Carlos Oropeza Tapia como Carlos
- Michelle Betancourt como Lorenza
- David Montalvo como Rainha Isabel

## Produção

### Filmagens
O filme foi filmado na Cidade do México e em Guadalajara em finais de 2019. Alguns locais incluem a Casa Rivas Mercado, o bar da ópera e o Munal. Muitos dos exteriores foram filmados em ruas da zona metropolitana de Guadalajara. 

#### Casa de Ignacio de la Torre
A Casa Rivas Mercado foi o cenário da Casa de Ignacio de la Torre. A Casa Rivas Mercado é representativa da arquitetura eclética do século XIX. A residência foi desenhada e construída pelo arquiteto Antonio Rivas Mercado na Colonia Guerrero, um dos bairros mais antigos e emblemáticos da Cidade do México. A construção inicou-se em 1893 e durou quatro anos. Em 2017 a casa foi restaurada e transformada num centro cultural.
A casa original de Ignacio de la Torre localizava-se onde hoje se situa o edifício da Lotería Nacional na Cidade do México, na direção Reforma 1. Aí, a escultura do "Caballito" de Tolsá encontrava-se em frente à casa, e agora foi deslocada para a praça em frente ao Palacio de Minería. No seu lugar, colocou-se simbolicamente o "Caballito" amarelo de Sebastián.

## Recepção

### Crítica profissional
| Críticas profissionais | Críticas profissionais |
| Avaliações da crítica  | Avaliações da crítica  |
| Fonte                  | Avaliação              |
| ---------------------- | ---------------------- |
| IMDb                   | [ 9 ]                  |
| FilmAffinity           | [ 10 ]                 |
| SensaCine              | [ 11 ]                 |

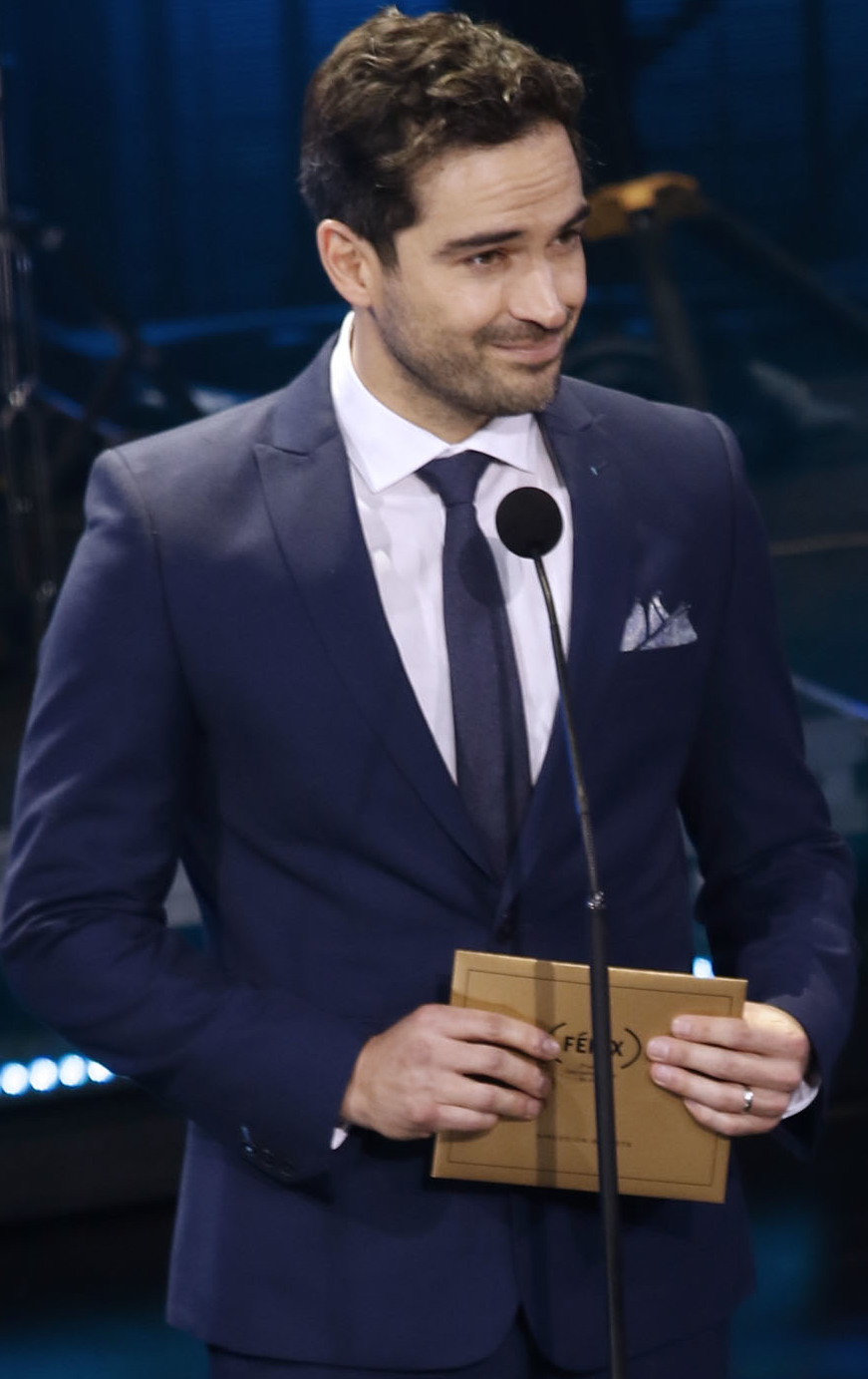
A performance de Alfonso Herrera como Ignacio de la Torre recebeu elogios da crítica.

El Baile de los 41 foi recebido com grande aclamação pela crítica, com elogios ao roteiro de Monika Revilla, à direção de David Pablos e às performances de Alfonso Herrera, Mabel Cadena e Emiliano Zurita. No portal IMDb, atualmente o filme tem uma avaliação de 7,7/10, com mais de 270 votos contabilizados. No portal americano FilmAffinity, atualmente o filme tem uma avaliação de 6,3/10.
Arturo Magaña Arce, do site mexicano Cine Premiere, escreveu: "Embora El baile de los 41 não seja um filme que mergulhe na história de cada um desses homens, a maneira de vê-los apenas em seu único (clandestino) espaço de liberdade consegue mostrar perfeitamente a homofobia que permeou nosso país desde então (...) O roteiro de Mónika Revilla sabe conter muito bem a intensidade que existe nesta história, e permite que ela exploda em uma sequência bastante espetacular". Ainda aclamou a atuação do protagonista: "Alfonso Herrera desempenhou um dos melhores papéis de sua carreira". Iván Romero, do site mexicano SensaCine, deu uma avaliação de 3/5 e elogiou a produção: "El Baile de los 41 é um dos filmes mais ambiciosos dos últimos anos no cinema mexicano  (...) pois ninguém se atreveu a retomar esta passagem na história do nosso país", e ainda acrescentou que "Alfonso [Herrera] está sem dúvida em um de seus melhores trabalhos dando vida a Ignacio de la Torre, contente por enquanto, explodindo quando o personagem exige, principalmente com o halter que faz com Mabel [Cadena], que é uma revelação e desponta como uma forte figura cinematográfica no país".

### Prêmios e indicações
| Ano  | Premiação    | Categoria                | Indicado(s)                          | Resultado | Ref.                |
| ---- | ------------ | ------------------------ | ------------------------------------ | --------- | ------------------- |
| 2021 | Prémio Ariel | Melhor Filme             | Pablo Cruz e Arturo Sampson          | Indicados | [ 13 ] [ 7 ] [ 14 ] |
| 2021 | Prémio Ariel | Melhor Direção           | David Pablos                         | Indicado  | [ 13 ] [ 7 ] [ 14 ] |
| 2021 | Prémio Ariel | Melhor Ator              | Alfonso Herrera                      | Venceu    | [ 13 ] [ 7 ] [ 14 ] |
| 2021 | Prémio Ariel | Melhor Atriz             | Mabel Cadena                         | Indicada  | [ 13 ] [ 7 ] [ 14 ] |
| 2021 | Prémio Ariel | Melhor Ator Coadjuvante  | Emiliano Zurita                      | Indicado  | [ 13 ] [ 7 ] [ 14 ] |
| 2021 | Prémio Ariel | Melhor Fotografia        | Carolina Costa                       | Indicada  | [ 13 ] [ 7 ] [ 14 ] |
| 2021 | Prémio Ariel | Melhor Efeitos Especiais | Ricardo Arvizu                       | Indicado  | [ 13 ] [ 7 ] [ 14 ] |
| 2021 | Prémio Ariel | Melhor Efeitos Visuais   | Alma Cabrián e John Castro           | Indicados | [ 13 ] [ 7 ] [ 14 ] |
| 2021 | Prémio Ariel | Melhor Desenho de Arte   | Daniela Schneider                    | Venceu    | [ 13 ] [ 7 ] [ 14 ] |
| 2021 | Prémio Ariel | Melhor Maquiagem         | Alfredo "Tigre" Mora                 | Venceu    | [ 13 ] [ 7 ] [ 14 ] |
| 2021 | Prémio Ariel | Melhor Figurino          | Kika Lopes                           | Venceu    | [ 13 ] [ 7 ] [ 14 ] |
| 2021 | Prémio Ariel | Melhor Canção Original   | Carlo Ayhllón e Andrea Balency-Béarn | Indicados | [ 13 ] [ 7 ] [ 14 ] |

## Distribuição

### Lançamento
A primeira exibição pública do filme ocorreu a 1 de novemebro de 2020, como parte do encerramento do Festival Internacional de Cine de Morelia. A décima oitava edição do festival seguiu um protocolo de saúde pública estrito devido à pandemia de COVID-19 no México.
A estreia para o público em geral no México foi no dia 19 de novembro de 2020, em salas Cinépolis. Dentro dos filmes mexicanos lançados durante a pandemia de COVID-19, El baile de los 41 foi o segundo filme com maior receita no México, entrando no top 10 da bilheteira do cinema mexicano.
Em 12 de maio de 2021, o filme foi lançado na Netflix.

## Trilha sonora
| Lista de faixas de El Baile de los 41 |                                     |                                      |         |  |
| N.º                                   | Título                              | Artista(s)                           | Duração |  |
| 1.                                    | "Atmósfera 1"                       | Andrea Balency-Béarn                 | 0:53    |  |
| 2.                                    | "Minueto Op. Póstumo"               | Carlo Ayhllón                        | 4:06    |  |
| 3.                                    | "Ave María"                         | Carla Mariana Fernández de la Cruz   | 2:05    |  |
| 4.                                    | "Obertura"                          | Andrea Balency-Béarn                 | 2:10    |  |
| 5.                                    | "Primera Cita"                      | Andrea Balency-Béarn                 | 1:54    |  |
| 6.                                    | "Iniciación"                        | Andrea Balency-Béarn                 | 2:28    |  |
| 7.                                    | "Carmen: Habanera" (A cappella)     | Carla Mariana Fernández de la Cruz   | 1:32    |  |
| 8.                                    | "Vals: Bluette"                     | Fernando Ayhllón                     | 2:26    |  |
| 9.                                    | "Leitmotiv: El Baile de los 41"     | Andrea Balency-Béarn                 | 1:32    |  |
| 10.                                   | "Carmen: Habanera"                  | Carlo Ayhllón & Morgana Love         | 2:56    |  |
| 11.                                   | "The Arrival Of The Queen Of Sheba" | Jesús López Moreno                   | 0:46    |  |
| 12.                                   | "Amor: Cuarto Verde"                | Andrea Balency-Béarn                 | 3:18    |  |
| 13.                                   | "Feminidad"                         | Carlo Ayhllón & Andrea Balency-Béarn | 2:50    |  |
| 14.                                   | "Vals: Sobre las Olas"              | Carlo Ayhllón                        | 1:20    |  |
| 15.                                   | "Vals: El Baile de los 41"          | Carlo Ayhllón                        | 4:15    |  |
| 16.                                   | "Variación Leitmotiv"               | Andrea Balency-Béarn                 | 1:38    |  |
| Duração total:                        | Duração total:                      | Duração total:                       | 31:17   |  |